# Museu de Arte Brasileira da FAAP (São Paulo)
O Museu de Arte Brasileira da FAAP na cidade de São Paulo é a maior e a unidade central dos museus mantidos pela Fundação Armando Álvares Penteado, que mantém ainda duas outras unidades: uma na cidade de Ribeirão Preto e outra em São José dos Campos.

## Acervo
O acervo do Museu de Arte Brasileira da Fundação Armando Álvares Penteado que contém entre 2.500 e 3.500 peças, com algumas expostas ao público como esculturas feitas de mármore e aço. Outro acervo aberto é o famoso vitral, que é um mosaico com 216 quadrados e 1 metro de lado, que uma parte foi encomendada com artistas renomados como  Portinari. Possui desde obras acadêmicas, como pinturas, desenhos, esculturas e fotografias, até exemplares que demarcam a ruptura gerada pelas Semana de Arte Moderna de 1922. Contém obras de artistas de grandes nomes como Tarsila do Amaral, Anita Malfatti, Tomie Ohtake, Evandro Carlos Jardim, Arcângelo Ianelli, Franz, Sandra Cinto, Albano Afonso, Cláudio Mubarac, Flavio de Carvalho, Victor Brecheret, Rugendas, Alfredo Volpi, Cícero Dias, Emiliano Cavalcanti.

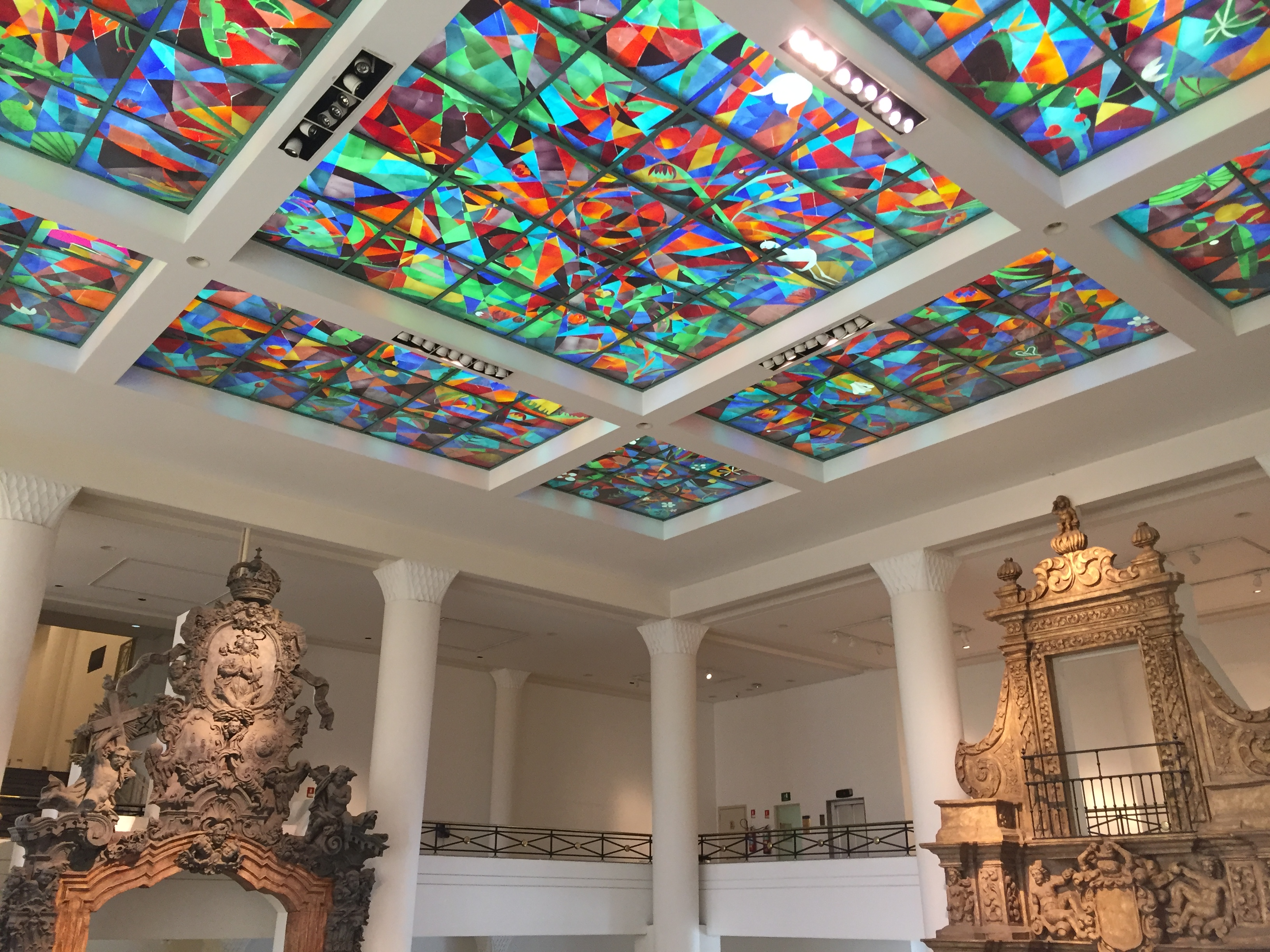
Teto do saguão principal do MAB

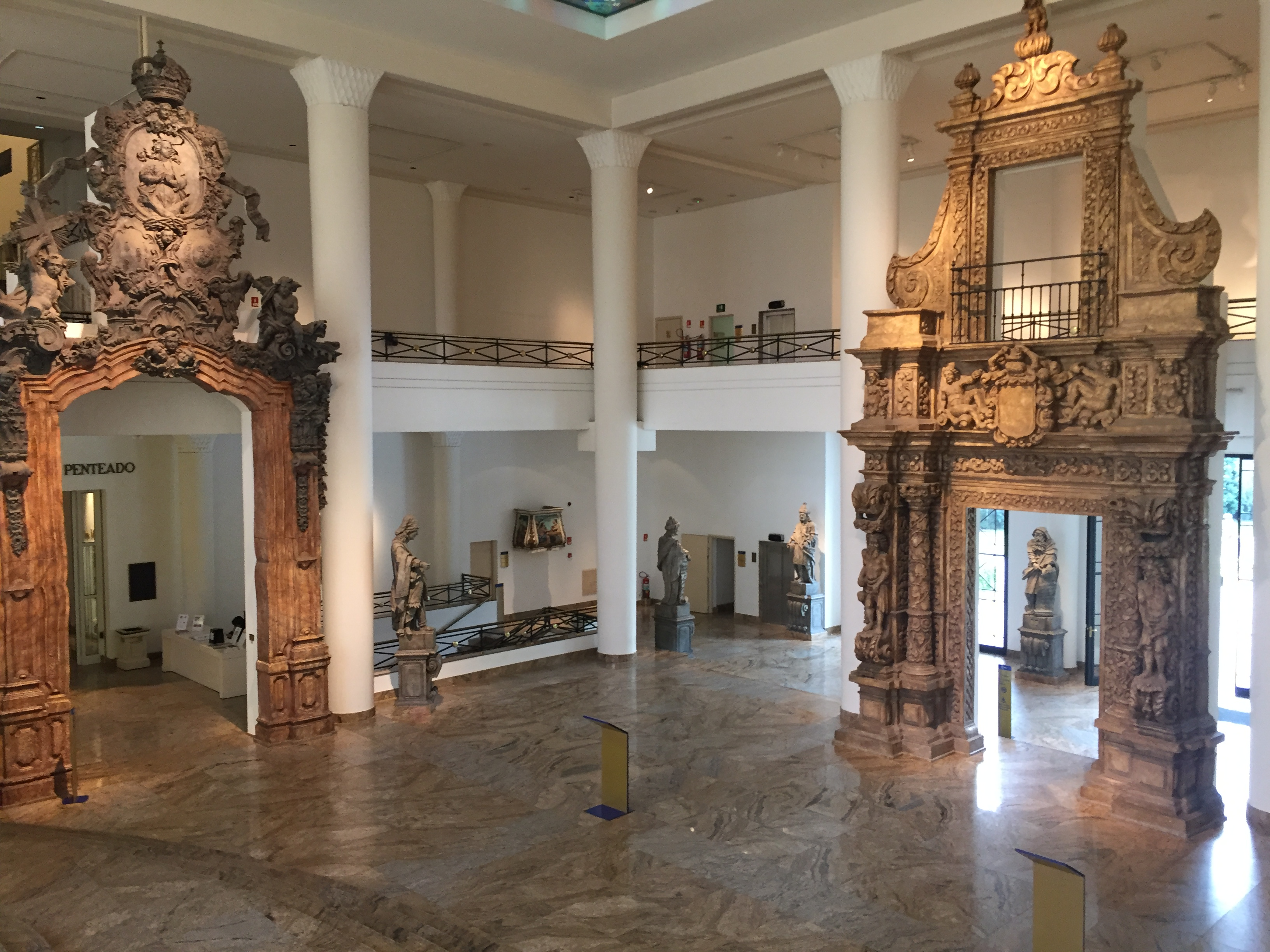
Saguão principal do MAB

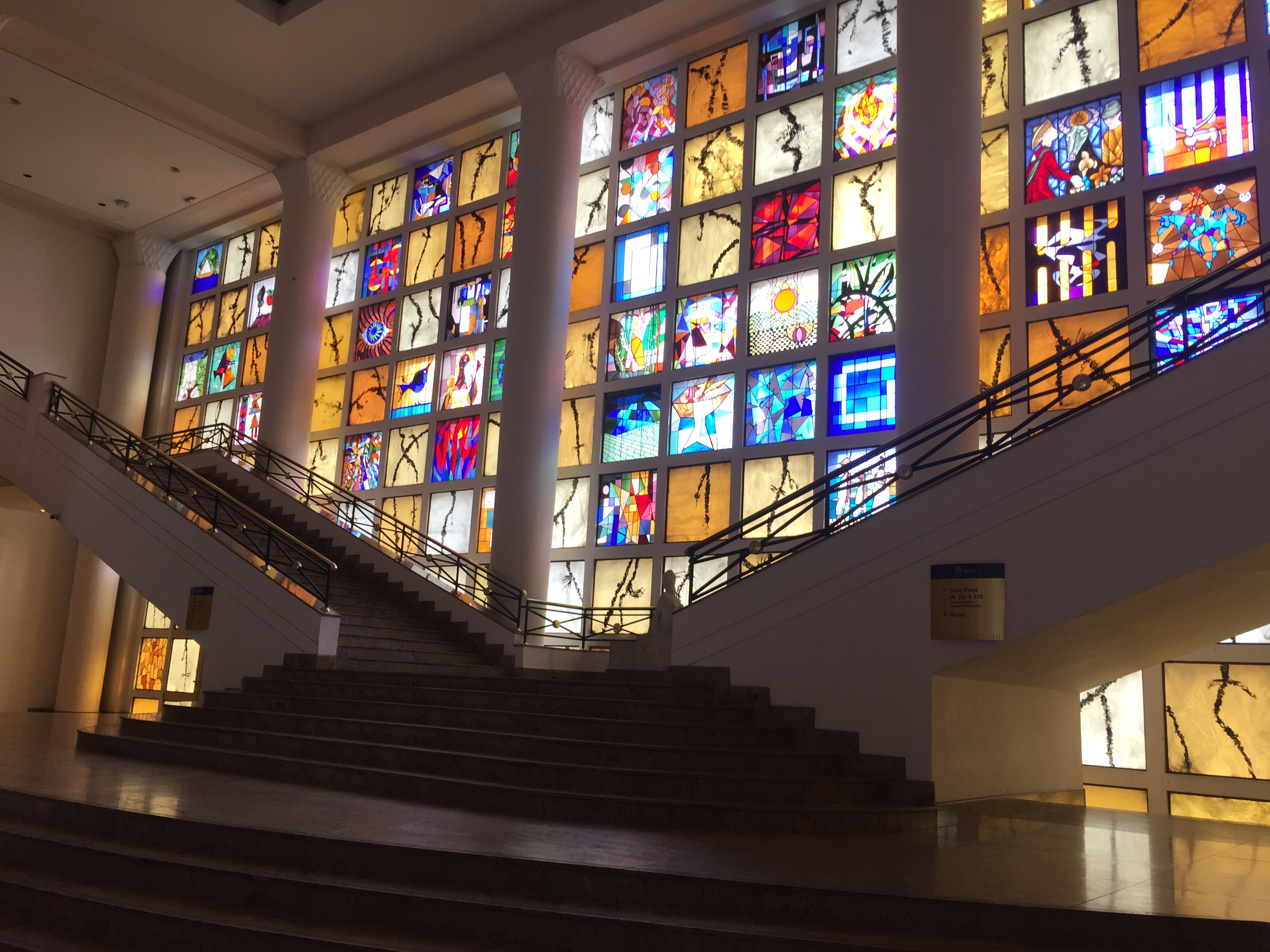
Vitral do MAB

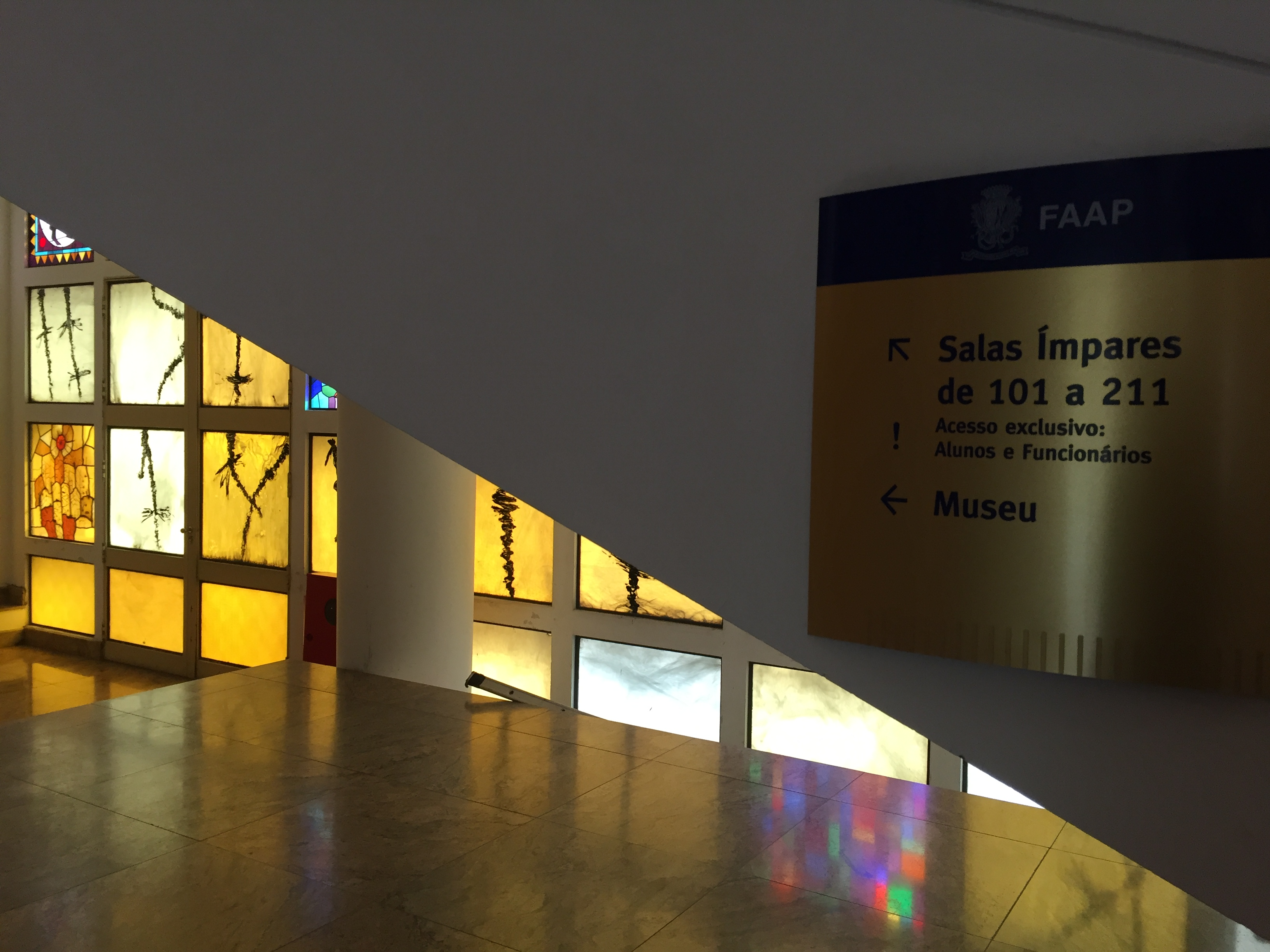
Placa do saguão principal do MAB

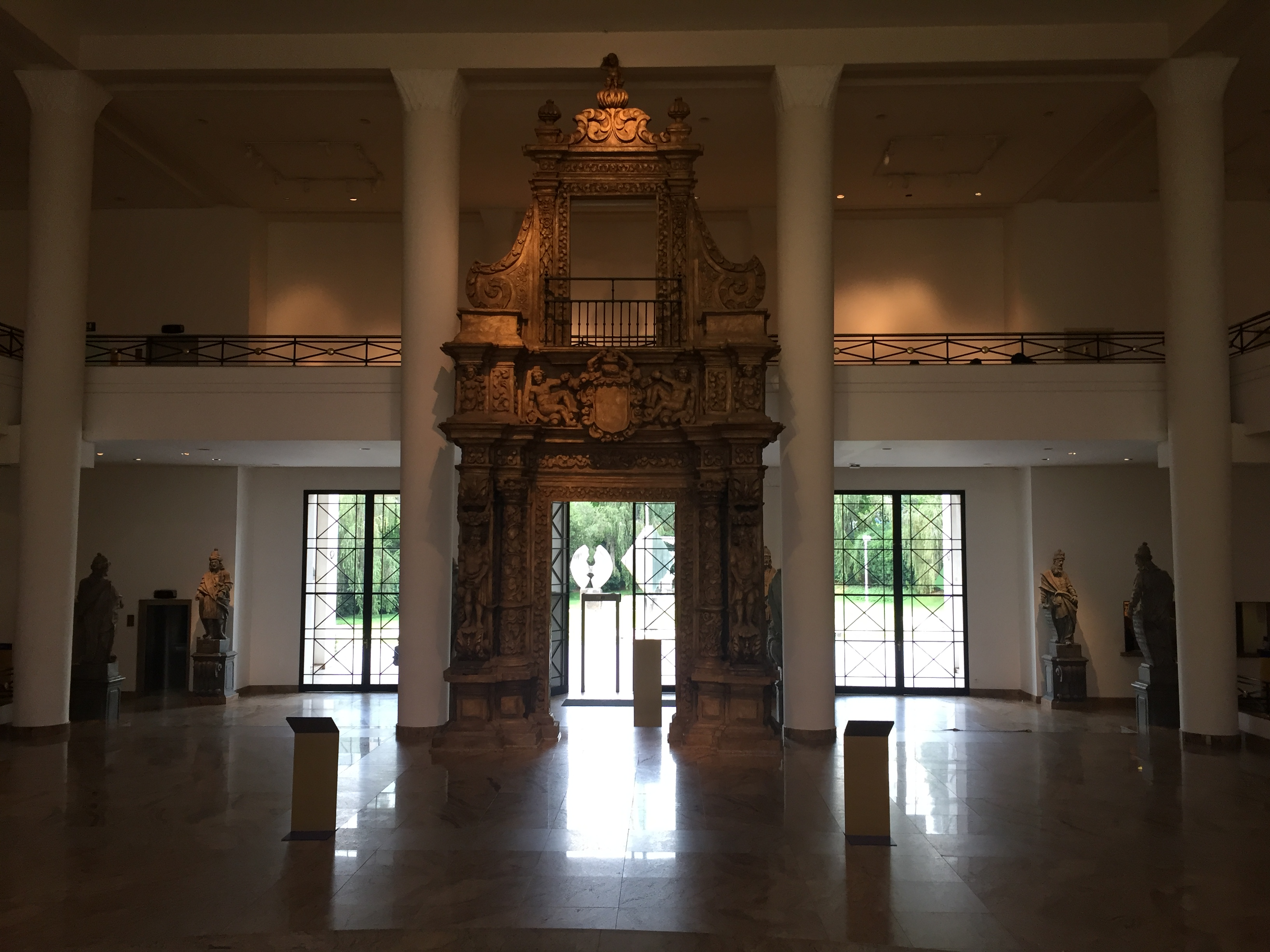
Saguão principal do MAB

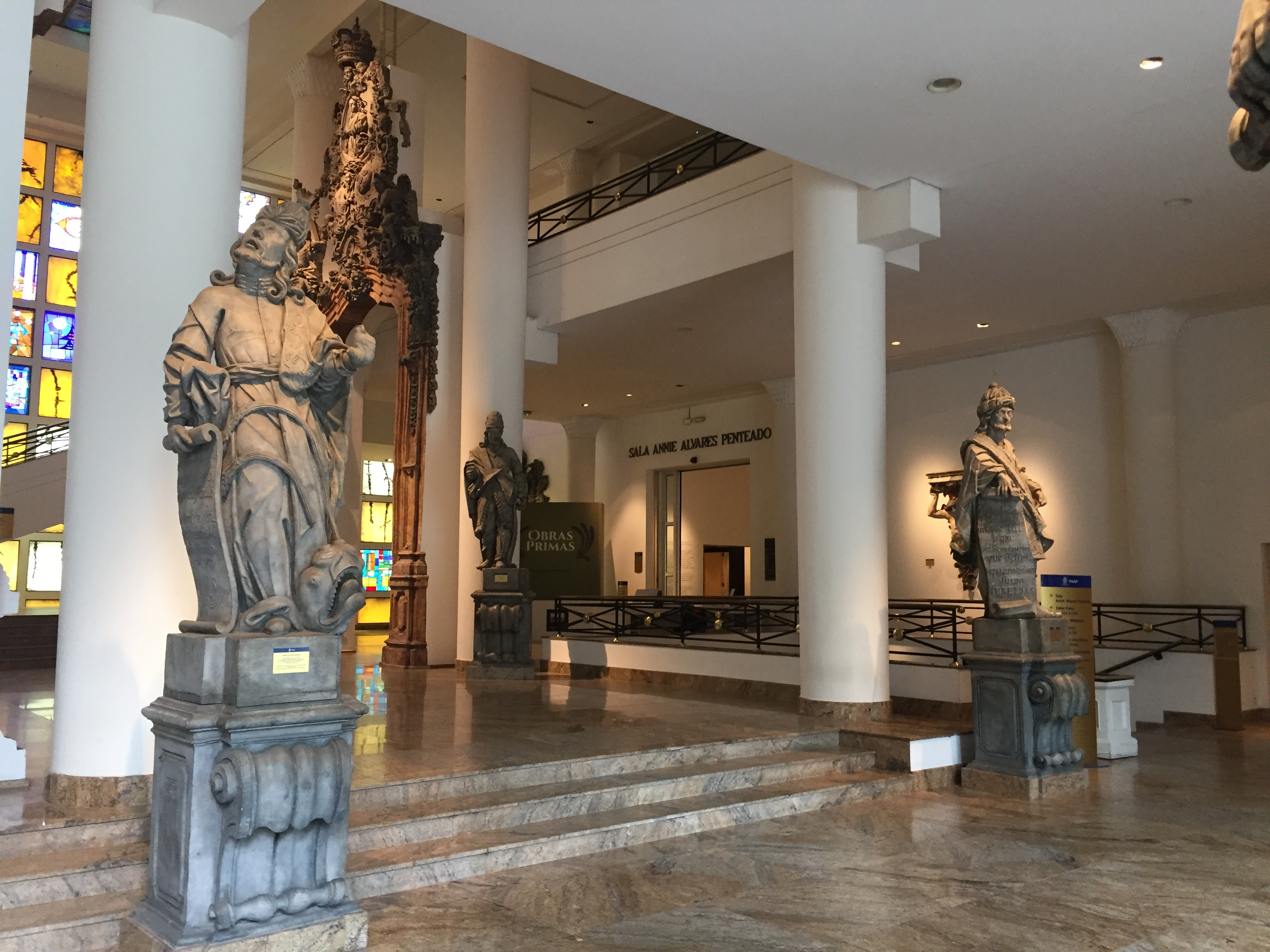
Esculturas do saguão principal do MAB

## Exposições
- O Museu de Arte Brasileira da FAAP, apresentou em abril de 2016 uma exposição sobre mulheres que ganharam destaque, após a Semana de Arte Moderna de 1922. Algumas das mulheres que obtiveram destaque na exposição foi: Anita Malfatti, Tarsila do Amaral, Tomie Ohtake, Carmela Gross, Laurita Salles e Marina Caram. Em um total de 82 produções, com 64 artistas apresentadas.[4]

- Em comemoração aos 10 anos da Instituição, o museu junto ao Instituto Olga Kos(IOK), promoveram a exposição Emile Tchband- Senhor dos dois mundos, juntamente com o lançamento do livro sobre a obra e pintura do arquiteto.[5]
- Com 26 obras, feitas pelos alunos de cursos de Graduação e Pós graduação em Design Gráfico. A exposição chamada Made In Japan, abordou diversos aspectos do Japão, como arquitetura, comida, cinema, mangá, literatura, haicais, moda, artesanato, chá e sumô.[6]
- Em junho de 2015, o museu recebeu a exposição da estilista Agatha Ruiz de La Prada, que reuniu 35 trajes, que retratava a evolução do processo criativo da sua marca, até o momento atual.[7]
- Fevereiro de 2015,com o nome Retratos da Brasilidade, que apresentou 70 obras, entre gravuras, pinturas, fotografias e esculturas de diferentes períodos, tendências e técnicas.[8]
- Outubro de 2014, Erwin Blumenfeld, um dos mais importantes fotógrafos do século 20, teve suas fotos expostas, com o nome da exposição: Blumenfeld Studio: New York, 1941 – 1960.[9]
- Agosto de 2014, Mario Testino teve suas fotos expostas, com o nome de 'In Your Face', com 122 dias fotografias, com diversos cliques que fez durante sua carreira.[10]
- Em Março de 2014, recebeu a exposição de arte aplicada “Ideia e Forma - Alexandre Gama”, com peças idealizadas e desenvolvidas ao longo das últimas décadas pelo publicitário Alexandre Gama e a equipe de criação de sua agência, a Neogama. [11][12]
- Com 200 peças da arte greco-romana, em agosto de 2006, o Museu trouxe a exposição Deuses Gregos com representações de Afrodite, Artemis, Apolo, Dionísio, Zeus e Poseidon, entre outros deuses, heróis e semideuses gregos.[13]
- "Papiers à la Mode", de Isabelle de Borchgrave e Rita Brown, foi a exposição do museu em outubro de 2008, que contou a história da moda nos últimos 300 anos, com 60 modelos de papel em tamanho real.[14]
- Grace Kelly, ganhou uma exposição no MAB em maio de 2011 com 12 salas, que narravam a história da princesa de uma forma cronológica. No total foram 900 itens expostos.[15]
- Marcas do Expressionismo foi o tema da exposição de fevereiro de 2015, com 90 obras, que repassam a trajetória do movimento no Brasil.[16]
- Maio de 2010, o MAB trouxe a exposição da família real belga ao Brasil, com 54 reproduções fotográficas.[17]